# Nate Diaz
Nathan Donald Diaz (* 16. dubna 1985) je americký profesionální boxer a zápasník smíšených bojových umění. Proslavil se díky svému působení v Ultimate Fighting Championship (UFC), kde zápasil více než 15 let. Před prací v UFC zápasil v organizacích World Extreme Cagefighting, Strikeforce a Pancrase.

## Mládí
Narodil se Melisse a Robertu Diazovým. Má mexické a anglofonní předky. Vyrůstal ve Stocktonu v Kalifornii. Rodina se později přestěhovala do města Lodi, kde studoval Tokay High School. Má sestru Ninu a bratra Nicka, který je rovněž zápasník smíšených bojových umění. Již od dětství se spolu začali věnovat bojovému umění.

## Kariéra
Poprvé zápasil již v roce 2002. Jednalo se o zápasy na nezávislé scéně. Až v roce 2006 se připojil ke společnosti World Extreme Cagefighting. Po několika oceňovaných zápasech si ho všimla organizace Ultimate Fighting Championship, ke které se v roce 2008 připojil.

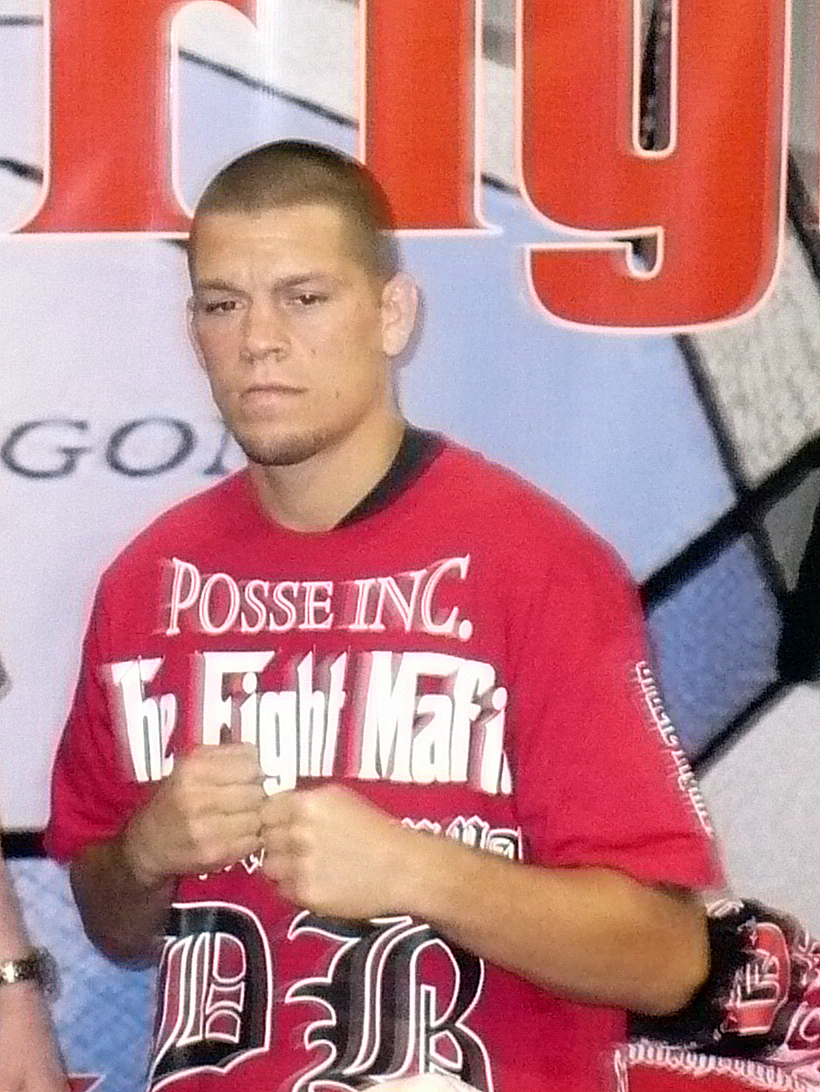
Nate Diaz v roce 2009

Do povědomí fanoušků se dostal ovládnutím turnaje The Ultimate Fighter 5.
V roce 2012 prohrál zápas o UFC Lightweight Championship proti Bensonu Hendersonovi. Jednalo se o jeho první zápas o titul v organizaci.
Známá je i jeho rivalita s Conorem McGregorem z roku 2016. Měli spolu dva zápasy, přičemž oba ovládli jeden z nich.
Jeho poslední zápas ve společnosti se uskutečnil 10. září 2022, kdy porazil Tonyho Fergusona.
Po konci s MMA se začal více věnovat boxu. Jeden z jeho zápasu byl proti americkému youtuberovi Jakeu Paulovi. Tento zápas pro Diaze skončil neúspěchem.

## Osobní život
Jeho starší bratr Nick je také MMA zápasníkem. Oba jsou velkými zastánci legalizace Marihuany. Společně vedou trénování brazilského jiu-jitsu.
Od svých osmnácti let je veganem.

## MMA výsledky
| Výsledek | Bilance | Soupeř           | Metoda                                  | Událost                                                       | Datum              | Kolo | Čas  | Lokace                           |
| -------- | ------- | ---------------- | --------------------------------------- | ------------------------------------------------------------- | ------------------ | ---- | ---- | -------------------------------- |
| Výhra    | 21–13   | Tony Ferguson    | Submise                                 | UFC 279                                                       | 10. září 2022      | 4    | 2:52 | Las Vegas, Nevada, USA           |
| Prohra   | 20–13   | Leon Edwards     | Rozhodnutí rozhodčích                   | UFC 263                                                       | 12. června 2021    | 5    | 5:00 | Glendale, Arizona, USA           |
| Prohra   | 20–12   | Jorge Masvidal   | TKO                                     | UFC 244                                                       | 2. listopadu 2019  | 3    | 5:00 | New York City, New York, USA     |
| Výhra    | 20–11   | Anthony Pettis   | Rozhodnutí rozhodčích                   | UFC 241                                                       | 17. srpna 2019     | 3    | 5:00 | Anaheim, Kalifornie, USA         |
| Prohra   | 19–11   | Conor McGregor   | Rozhodnutí rozhodčích                   | UFC 202                                                       | 20. srpna 2016     | 5    | 5:00 | Las Vegas, Nevada, USA           |
| Výhra    | 19–10   | Conor McGregor   | Submise                                 | UFC 196                                                       | 5. března 2016     | 2    | 4:12 | Las Vegas, Nevada, USA           |
| Výhra    | 18–10   | Michael Johnson  | Rozhodnutí rozhodčích                   | UFC on Fox: dos Anjos vs. Cowboy 2                            | 19. prosince 2015  | 3    | 5:00 | Orlando, Florida, USA            |
| Výhra    | 17–10   | Rafael dos Anjos | Rozhodnutí rozhodčích                   | UFC on Fox: dos Santos vs. Miocic                             | 13. prosince 2014  | 3    | 5:00 | Phoenix, Arizona, USA            |
| Výhra    | 17–9    | Gray Maynard     | TKO                                     | The Ultimate Fighter: Team Rousey vs. Team Tate Finale        | 30. listopadu 2013 | 1    | 2:38 | Las Vegas, Nevada, USA           |
| Prohra   | 16–9    | Josh Thomson     | TKO                                     | UFC on Fox: Henderson vs. Melendez                            | 20. dubna 2013     | 2    | 3:44 | San Jose, Kalifornie, USA        |
| Prohra   | 16–8    | Benson Henderson | Rozhodnutí rozhodčích                   | UFC on Fox: Henderson vs. Diaz                                | 8. prosince 2012   | 5    | 5:00 | Seattle, Washington, USA         |
| Výhra    | 16–7    | Jim Miller       | Submise                                 | UFC on Fox: Diaz vs. Miller                                   | 5. května 2012     | 2    | 4:09 | East Rutherford, New Jersey, USA |
| Výhra    | 15–7    | Donald Cerrone   | Rozhodnutí rozhodčích                   | UFC 141                                                       | 30. prosince 2011  | 3    | 5:00 | Las Vegas, Nevada, USA           |
| Výhra    | 14–7    | Takanori Gomi    | Submise                                 | UFC 135                                                       | 24. září 2011      | 1    | 4:27 | Denver, Colorado, USA            |
| Prohra   | 13–7    | Rory MacDonald   | Rozhodnutí rozhodčích                   | UFC 129                                                       | 30. dubna 2011     | 3    | 5:00 | Toronto, Ontario, Canada         |
| Prohra   | 13–6    | Dong Hyun Kim    | Rozhodnutí rozhodčích                   | UFC 125                                                       | 1. ledna 2011      | 3    | 5:00 | Las Vegas, Nevada, USA           |
| Výhra    | 13–5    | Marcus Davis     | Technical Submission (guillotine choke) | UFC 118                                                       | 28. srpna 2010     | 3    | 4:02 | Boston, Massachusetts, USA       |
| Výhra    | 12–5    | Rory Markham     | TKO (punches)                           | UFC 111                                                       | 27. března 2010    | 1    | 2:47 | Newark, New Jersey, USA          |
| Prohra   | 11–5    | Gray Maynard     | Rozhodnutí rozhodčích                   | UFC Fight Night: Maynard vs. Diaz                             | 11. ledna 2010     | 3    | 5:00 | Fairfax, Virginia, USA           |
| Výhra    | 11–4    | Melvin Guillard  | Submise                                 | UFC Fight Night: Diaz vs. Guillard                            | 16. září 2009      | 2    | 2:13 | Oklahoma City, Oklahoma, USA     |
| Prohra   | 10–4    | Joe Stevenson    | Decision (unanimous)                    | The Ultimate Fighter: United States vs. United Kingdom Finale | 20. června 2009    | 3    | 5:00 | Las Vegas, Nevada, USA           |
| Prohra   | 10–3    | Clay Guida       | Rozhodnutí rozhodčích                   | UFC 94                                                        | 31. ledna 2009     | 3    | 5:00 | Las Vegas, Nevada, USA           |
| Výhra    | 10–2    | Josh Neer        | Rozhodnutí rozhodčích                   | UFC Fight Night: Diaz vs. Neer                                | 17. září 2008      | 3    | 5:00 | Omaha, Nebraska, USA             |
| Výhra    | 9–2     | Kurt Pellegrino  | Submise                                 | UFC Fight Night: Florian vs. Lauzon                           | 2. dubna 2008      | 2    | 3:06 | Broomfield, Colorado, USA        |
| Výhra    | 8–2     | Alvin Robinson   | Submise                                 | UFC Fight Night: Swick vs. Burkman                            | 23. ledna 2008     | 1    | 3:39 | Las Vegas, Nevada, USA           |
| Výhra    | 7–2     | Junior Assunção  | Submise                                 | UFC Fight Night: Thomas vs. Florian                           | 19. září 2007      | 1    | 4:10 | Las Vegas, Nevada, USA           |
| Výhra    | 6–2     | Manny Gamburyan  | TKO (shoulder injury)                   | The Ultimate Fighter: Team Pulver vs. Team Penn Finale        | 23. června 2007    | 2    | 0:20 | Las Vegas, Nevada, USA           |
| Prohra   | 5–2     | Hermes França    | Submise                                 | WEC 24                                                        | 12. října 2006     | 2    | 2:46 | Lemoore, Kalifornie, USA         |
| Výhra    | 5–1     | Dennis Davis     | Submise                                 | Warrior Cup 1                                                 | 12. srpna 2006     | 1    | 2:00 | Stockton, Kalifornie, USA        |
| Výhra    | 4–1     | Joe Hurley       | Submise                                 | WEC 21                                                        | 15. června 2006    | 2    | 2:03 | Highland, Kalifornie, USA        |
| Výhra    | 3–1     | Gilbert Rael     | TKO (punches)                           | WEC 20                                                        | 5. května 2006     | 1    | 3:35 | Lemoore, Kalifornie, USA         |
| Výhra    | 2–1     | Tony Juares      | TKO (punches)                           | Strikeforce: Shamrock vs. Gracie                              | 10. března 2006    | 1    | 3:23 | San Jose, Kalifornie, USA        |
| Prohra   | 1–1     | Koji Oishi       | Rozhodnutí rozhodčích                   | Pancrase: 2005 Neo-Blood Tournament Finals                    | 27. srpna 2005     | 3    | 5:00 | Tokio, Japonsko                  |
| Výhra    | 1–0     | Alejandro Garcia | Submise                                 | WEC 12                                                        | 21. října 2004     | 3    | 2:17 | Lemoore, Kalifornie, USA         |

## Boxerské výsledky
| Výsledek | Bilance | Soupeř         | Kolo | Datum            | Lokace                                       |
| -------- | ------- | -------------- | ---- | ---------------- | -------------------------------------------- |
| Výhra    | 1–1     | Jorge Masvidal | 10   | 6. července 2024 | Honda Center, Anaheim, Kalifornie, USA       |
| Prohra   | 0–1     | Jake Paul      | 10   | 5. srpna 2023    | American Airlines Center, Dallas, Texas, USA |